# Assedio di Asselt
L'assedio di Asselt fu un assedio portato dal regno franco ad un campo vichingo presso Asselt nei Paesi Bassi nell'882. Nonostante i vichinghi non siano stati obbligati con le armi ad abbandonare il campo, furono obbligati a scendere a patti ed il loro capo, Godfrid, si convertì al cristianesimo.
L'esatta posizione di Asselt è dubbia. Le carte del tempo la chiamano Ascloha e si trovava sulla Mosa. È stata spesso identificata con Elsloo, a nord di Maastricht, anche se secondo alcuni studiosi si troverebbe vicino a Roermond. Elsloo è oltre ai 20 chilometri dal Reno che la prosecuzione bavarese degli Annali di Fulda suggeriscono.
Subito dopo aver assunto il controllo del Regnum Teutonicorum a Ratisbona all'inizio di maggio, Carlo il Grosso, già imperatore, tenne un'assemblea nello stesso mese a Worms per decidere come comportarsi con i vichinghi che si erano accampati ad Asselt. Un esercito formato da Franchi, Alemanni, Bavari, Turingi, Sassoni e Longobardi fu costituito per marciare a nord e cacciare i Vichinghi. Longobardi, Alemanni e Franchi giunsero al Reno da ovest, mentre i Bavari giunsero da est ed attraversarono ad Andernach. L'imperatore, inviò un gruppo di Bavari guidati da Arnolfo di Carinzia e di Franchi guidati da Enrico di Franconia a tendere un'imboscata agli ignari norreni.
Secondo il racconto del seguito di Magonza degli Annali di Fulda, il campo stava per cadere quando Liutvardo di Vercelli, corrotto dai vichinghi, convinse l'imperatore ad incontrare Godfrid ed a stipulare la pace scambiandosi gli ostaggi. A Godfrid fu concessa Kennemerland, in precedenza comandata da Rorik di Dorestad come vassallo. Carlo accettò anche di pagare un danegeld al capo vichingo Sigifrido, usando parzialmente moneta delle chiese. Gli Annali di Magonza descrivono un esercito decisamente spiazzato dal comportamento dell'imperatore. La parte di Annali dovuta ai Bavari si limita a citare il fatto che l'imboscata iniziale fu contrastata da traditori e che il successivo assedio, durato dodici giorni, fallì a causa di una malattia epidemica e di una violenta tempesta. Godfrid, secondo questo racconto, giurò fedeltà a Carlo promettendo di non invaderne più il regno. Inoltre si convertì al cristianesimo facendosi battezzare, con re Carlo che fece da padrino. Gli annali di Magonza hanno una pessima opinione di Carlo il Grosso, dato che Liutberto fu dimesso dal suo ruolo a corte solo dal successore di Carlo.
Con la campagna militare terminata, Carlo fece ritorno a Coblenza dove sciolse l'esercito. La sua reputazione da re inetto e debole si diffuse, anche se i contemporanei non videro generalmente la campagna come un fallimento. Solo l'arcivescovo di Magonza di Liutberto, scrivendo sugli Annali di Fulda ebbe quest'impressione.